# Eberhard Witte
Eberhard Witte (* 3. Januar 1928 in Beelitz; † 11. Dezember 2016) war ein deutscher Wirtschaftswissenschaftler.

## Leben
Eberhard Witte besuchte die Volksschule in Beelitz und das Gymnasium in Potsdam. 1944/45 war er Luftwaffenhelfer, von 1945 bis 1948 in sowjetischer Gefangenschaft. Er studierte Betriebswirtschaftslehre an der Freien Universität Berlin, wurde 1951 Diplomkaufmann und wissenschaftlicher Assistent und promovierte 1955 zum Dr. rer. pol. Von 1956 bis 1962 war er Dozent an der Akademie für Gemeinwirtschaft in Hamburg. 1962 habilitierte er sich mit der Schrift Die Liquiditätspolitik der Unternehmung an der Universität Hamburg und erhielt Rufe an die Universitäten Mannheim und Saarbrücken. Von 1962 bis 1970 lehrte er an der Universität Mannheim. 1970 erhielt er Rufe an die Universitäten Bochum, Freiburg im Breisgau und München und folgte dem Ruf nach München. Gastprofessur in den USA 1971/72. Emeritierung 1996.
Schwerpunkte seiner wissenschaftlichen Arbeit waren Organisation der Unternehmung, Entscheidungsprozesse, Unternehmensverfassung und Methoden der empirischen Forschung. Daneben befasste er sich mit Fragen der Telekommunikation, mit Medienpolitik, Privatisierung sowie Regulierung und Wettbewerb.
Ende der 1960er Jahre entwickelte er das Macht- und Fachpromotorenmodell. Zusätzlich war er Herausgeber von Buchreihen und Mitglied von Kuratorien.
Witte war verheiratet und hatte zwei Töchter.

## Gremien und Mitgliedschaften
- Dekan der Fakultät für Betriebswirtschaftslehre der Ludwig-Maximilians-Universität
- Gründer und Leiter des Instituts für empirische Wirtschaftsforschung
- 1975 Wahl zum ordentlichen Mitglied der Philosophisch-historischen Klasse der Bayerischen Akademie der Wissenschaften
- Mitglied und Vorsitzender (1974–1997) des Münchner Kreis – übernationale Vereinigung für Kommunikationsforschung (München)
- Verein für Sozialpolitik
- 1975–1982 Koordinator des Schwerpunktprogrammes "Empirische Entscheidungstheorie" der Deutschen Forschungsgemeinschaft (DFG)
- 1970 Lehrstuhl für Betriebswirtschaftslehre der Ludwig-Maximilians-Universität München

Im Auftrage der Deutschen Bundesregierung Leitung der folgenden Kommissionen zur Liberalisierung des Fernmeldewesen:
- 1973–1976 Kommission für den Ausbau des technischen Kommunikationssystems (KtK)
- 1985–1987 Regierungskommission Fernmeldewesen (Postreform I)
- 1990–1998 Forschungskommission für Regulierung und Wettbewerb (Grundgesetzänderung und Telekommunikationsgesetz)
- 1994–1997 Expertenkommission Informationsverbund Berlin-Bonn (IVBB) beim Bundesministerium des Innern
- 1995 Mitglied des Rates für Forschung, Technologie und Innovation beim Bundeskanzler

Im Auftrage der Bayerischen Staatsregierung:
- 1980–1987 Leitung der Projektkommission für das Kabelpilotprojekt München zur Liberalisierung von Hörfunk und Fernsehen

Weitere Mandate:
- 1983–1990: Mitglied des neu eingerichteten Beirats der gemeinnützigen Bertelsmann Stiftung[3]

## Ehrungen
- 1982 Verleihung des Dr. rer. pol. h. c. der Justus-Liebig-Universität Gießen
- 1982 Verleihung des Dr. rer. soc. oec. h. c. der Wirtschaftsuniversität Wien
- 1984 Bayerischer Verdienstorden
- 1987 Japanischer Orden zum Heiligen Schatz (Goldener und Silberner Stern)
- 1996 Verdienstkreuz 1. Klasse des Verdienstordens der Bundesrepublik Deutschland
- 2001 Heinrich-von-Stephan-Plakette des Bundesministers für Wirtschaft und Technologie
- 2003 Verleihung des Dr. oec. h. c. der Technischen Universität München

## Schriften
- Organisation für Innovationsentscheidungen – Das Promotoren-Modell. Schwartz, Göttingen 1973, ISBN 3-509-00616-X
- zus. mit Jürgen Hauschildt und Oskar Grün: Innovative Entscheidungsprozesse. Die Ergebnisse Des Projektes Columbus, Tübingen 1988, ISBN 3-16-334141-1
- Neuordnung der Telekommunikation, Bericht der Regierungskommission Fernmeldewesen, Heidelberg 1987, ISBN 3-7685-3487-1
- Mein Leben, Ein Zeitdokument, Books on Demand, 2014, ISBN 978-3-7386-6713-4